# أريسا
 أريسا  (بالإيطالية: Arisa) وإسمها الحقيقي روزالبا بيبا (بالإيطالية: Rosalba Pippa) وهي مغنية إيطالية ولدت في يوم 20 أغسطس 1982 في مدينة جنوة في إيطاليا بعد ولادتها بأسابيع انتقلت عائلتها للعيش في بينيولا وهي بلدة تيعد بضعة كيلومترات من مدينة بوتنسا، اسمها الفني أخذته من أول أحرف من أسماء عائلتها حيث حرف أي من اسم والدها أنطونيو وحرف آر من اسمها روزالبا وحرف آي وإس من اسمي شقيقيتها إيزابيلا وسابرينا وحرف أي من اسم أمها أسونتا.

## روابط خارجية
- أريسا على موقع IMDb (الإنجليزية)
- أريسا على موقع روتن توميتوز (الإنجليزية)
- أريسا على موقع ميوزك برينز (الإنجليزية)
- أريسا على موقع أول ميوزيك (الإنجليزية)
- أريسا على موقع ديسكوغز (الإنجليزية)
- أريسا على موقع ديسكوغز (الإنجليزية)
- أريسا على موقع قاعدة بيانات الفيلم (الإنجليزية)